# Ecliptopera ctenoplia
Ecliptopera ctenoplia là một loài bướm đêm trong họ Geometridae.